# Dynamo Stanisławów
Dynamo Stanisławów (ukr. СТ «Динамо» Станіслав) – ukraiński klub piłkarski z siedzibą w mieście Stanisławów (obecnie Iwano-Frankiwsk), na zachodzie kraju, działający w latach 1940–1951.

## Historia
Chronologia nazw:
- 1940: Dynamo Stanisławów (ukr. СТ «Динамо» Станіслав, ros. «Динамо» Станислав)
- 1951: klub rozwiązano

Piłkarska drużyna Dynamo została założona w Stanisławowie wiosną 1940 roku. Zespół w trakcie swojego powstawania tworzyli sportowcy i funkcjonariusze organów ścigania z regionu, wzmocnieni przez najlepszych zawodników byłych polskich klubów piłkarskich regionu. Opiekunem "Dynama" był Ołeksij Mychajłow, szef Stanisławskiego UNKWS. Oficjalny debiut drużyny piłkarskiej odbył się w ramach mistrzostw miasta przeciwko zespołowi "Szkirianyk" 5 maja 1940 roku (wynik 1:3), a jesienią 1940 zdobył Puchar obwodu, pokonując 4:0 u siebie w meczu finałowym 3 listopada drużynę wsi Jamnica (byli piłkarze polskiego klubu Wychor Jamnica).
W okresie międzywojennym, oprócz udziału w turniejach regionalnych i miejskich, zespół współorganizował kilka meczów towarzyskich z przedstawicielami innych regionów Ukraińskiej SRR, m.in. z drużynami Dynamo z Kamieńca Podolskiego, Lwowa, Czerniowców i Tarnopola.
W 1940 zespół występował w Mistrzostwach Ukraińskiego Sportowego Towarzystwa "Dynamo". Po rozpoczęciu w 1941 roku Wielkiej wojny ojczyźnianej klub został zmuszony do zawieszenia swojej działalności.
W połowie lat czterdziestych klub wznowił udział w zawodach sportowych różnych poziomów. W 1947, 1948, 1949 i 1951 startował w Mistrzostwach Ukraińskiej SRR wśród drużyn kultury fizycznej.
W 1948 został mistrzem obwodu iwanofrankiwskiego, a w 1940, 1948, 1950 zdobył Puchar obwodu iwanofrankiwskiego.
W 1950 występował w Pucharze Ukraińskiego Sportowego Towarzystwa "Dynamo".
W 1951 klub został rozwiązany.

## Barwy klubowe, strój
|  |  |

Klub ma barwy biało-niebieskie. Zawodnicy domowe spotkania zazwyczaj grają w białych koszulkach z poziomym niebieskim pasem, białych spodenkach oraz białych getrach.

## Sukcesy

### Trofea międzynarodowe
Nie uczestniczył w rozgrywkach europejskich (stan na 31-05-2024).

### Trofea krajowe
| \| \| Zdobyte trofea w rozgrywkach Związku Radzieckiego (stan na: 31-12-1992) \| |                                                                         |      |          |
| Rozgrywki                                                                        | Osiągnięcie                                                             | Razy | Sezon(y) |
| Mistrzostwo                                                                      | I miejsce                                                               | 0    |          |
| Mistrzostwo                                                                      | II miejsce                                                              | 0    |          |
| Mistrzostwo                                                                      | III miejsce                                                             | 0    |          |
| Puchar                                                                           | zdobywca                                                                | 0    |          |
| Puchar                                                                           | finalista                                                               | 0    |          |
| II liga                                                                          | I miejsce                                                               | 0    |          |
| II liga                                                                          | II miejsce                                                              | 0    |          |
| II liga                                                                          | III miejsce                                                             | 0    |          |
|                                                                                  | Zdobyte trofea w rozgrywkach Związku Radzieckiego (stan na: 31-12-1992) |      |          |

- Puchar Ukraińskiej SRR:
  - 1/32 finału (1x): 1947

- Mistrzostwa Ukraińskiej SRR wśród drużyn kultury fizycznej (KFK) (D3):
  - wicemistrz (1x): 1951 (5 strefa)

- Mistrzostwa obwodu iwanofrankiwskiego:
  - mistrz (1x): 1948
  - wicemistrz (1x): 1949

- Puchar obwodu iwanofrankiwskiego:
  - zdobywca (2x): 1940, 1948, 1950.

## Poszczególne sezony

### Rozgrywki międzynarodowe

#### Europejskie puchary
Klub nie uczestniczył w rozgrywkach europejskich.

### Rozgrywki krajowe
| \| \| Bilans występów klubu w rozgrywkach piłkarskich Związku Radzieckiego (Stan na 31 grudnia 1992 r.) \| |                                                                                                   |        |       |   |   |   |    |    |     |                 |        |        |      |
| Poziom | Rozgrywki                                                                                         | Sezony | Mecze | Z | R | P | B+ | B– | Pkt | Lata            | Awanse | Spadki | Naj. |
| I | Wysszaja liga / Klass A (wysszaja gruppa) / Klass A (1 gruppa) / Klass A / Gruppa 1 / Gruppa A    | 0      |       |   |   |   |    |    |     |                 |        |        |      |
| II | Pierwaja liga / Klass A (1 gruppa) / Klass A (2 gruppa) / Klass B / Gruppa 2 / Gruppa B           | 0      |       |   |   |   |    |    |     |                 |        |        |      |
| III | Wtoraja liga / Klass A (2 gruppa) / Klass B / Gruppa 3 / Gruppa W                                 | 4      |       |   |   |   |    |    |     | 1947–1949, 1951 | 0      | 0      | 2    |
| IV | Wtoraja nizszaja liga / Klass B / Gruppa G                                                        | 0      |       |   |   |   |    |    |     |                 |        |        |      |
| V | Gruppa D                                                                                          | 0      |       |   |   |   |    |    |     |                 |        |        |      |
| | Puchar ZSRR                                                                                       | 0      |       |   |   |   |    |    |     |                 |        |        |      |
| | Bilans występów klubu w rozgrywkach piłkarskich Związku Radzieckiego (Stan na 31 grudnia 1992 r.) |        |       |   |   |   |    |    |     |                 |        |        |      |

## Struktura klubu

### Stadion
Drużyna rozgrywała swoje mecze domowe w Stanisławowie na stadionie Dynamo (dzisiaj Nauka), który może pomieścić 7.820 widzów. Stadion został znacjonalizowany przez władze sowieckie jesienią 1939 roku, a wcześniej należał polskiemu stowarzyszeniu sportowo-gimnastycznemu "Sokół".

### Sponsorzy
- Towarzystwo Sportowe Dynamo

## Kibice i rywalizacja z innymi klubami

### Derby
- Spartak Stanisławów
- Łokomotyw Stanisławów
- Gwardijec Stanisławów (inna nazwa DTSAAF, HBO)
- Medyk Stanisławów
- Charczowyk Stanisławów